# Phu nhân
Phu nhân (chữ Hán: 夫人, tiếng Anh: Lady hoặc Madame) là một danh hiệu để gọi hôn phối của một người đàn ông có địa vị trong xã hội. Từ "Phu nhân" trong tiếng Việt có cách nói khác là Quý bà, Bà chủ hay Lệnh bà.
Trong lịch sử Trung Quốc và Việt Nam, Phu nhân là cấp bậc, danh phận của phi tần trong hậu cung. Thời nay trở thành một danh từ chỉ sự tôn trọng đối với phụ nữ, và trong nhiều ngữ cảnh dùng để nói về bất kỳ người phụ nữ trưởng thành nào. Theo chế độ Mệnh phụ có từ thời nhà Tống, thì Phu nhân là tước vị cao nhất của một mệnh phụ.

## Lịch sử

### Trung Quốc
Từ thời nhà Chu, Lễ ký - Hôn nghi ghi lại chế độ nội cung như sau: 「"Noi gương cổ nhân dưới Hậu, Thiên tử lập sáu cung, lấy ba Phu nhân, chín Tần, hai mươi bảy Thế phụ, tám mươi mốt Ngự thê"」. Lúc bấy giờ thiên tử xưng Vương, vợ chính phong Vương hậu, dưới Vương hậu là hàng [Phu nhân] gồm có ba người, luận bàn về lễ độ, đức hạnh của bậc hiền phụ. Ngoài ra, chính thê của chư hầu cũng gọi Phu nhân, nhưng tương đối phức tạp một chút, theo chương thứ 16, Quý thị thiên (季氏篇) của sách Luận ngữ có viết rằng: 「"Thê tử của Quốc quân, bản thân Quốc quân gọi Phu nhân, Phu nhân tự xưng Tiểu Đồng, người trong nước ấy gọi là Quân phu nhân, nói với người nước khác thì gọi là Quả Tiểu quân, mà người nước khác cũng gọi là Quân phu nhân"」.
Thời Tây Hán, phong hiệu [Phu nhân] là cách gọi các phi tần nói chung dưới Hoàng hậu, về sau lại có thêm Mỹ nhân, Lương nhân, Bát tử,..v.v... làm cho hệ thống phi tần có thứ bậc rõ hơn. Dưới thời Hán Vũ Đế sửa lại thêm Tiệp dư, Khinh nga, Dung hoa, Sung y,... tuy nhiên vẫn dùng [Phu nhân] như một kiểu nhã xưng, ví dụ như Triệu tiệp dư, sinh mẫu của Hán Chiêu Đế thường được gọi là [Câu Dặc phu nhân] do bà ở Câu Dặc cung. Các vị Hoàng đế sau thời đại của Hán Vũ Đế từ đó không còn sử dụng tước [Phu nhân] để gọi các phi tần.
Năm 1983, phát hiện lăng mộ của Nam Việt Triệu Văn Đế - thời đại gần với Hán Vũ Đế. Tại đây, các sử gia phát hiện có ghi chép hậu cung tần phi của Nam Việt, đều dùng danh hiệu Phu nhân tương tự nhà Hán, như [Hữu phu nhân; 右夫人], [Tả phu nhân; 左夫人], [Thái phu nhân; 泰夫人] và [Khẩu phu nhân; 口夫人].
Đến thời Tam Quốc thì Thục Hán và Đông Ngô duyên dụng, triều đình Tào Ngụy ban đầu liệt [Phu nhân] chỉ dưới Hoàng hậu, sau đó lại thiết lập thêm Quý tần đặt trên [Phu nhân]. Thời nhà Tấn thừa kế phần lớn thể chế của Tào Ngụy, đem [Phu nhân] cùng [Quý tần] và Quý nhân xưng gọi [Tam phu nhân; 三夫人], từ đó hành thành nên cụm danh hiệu [Tam phu nhân] như một dạng vinh hàm trong hệ thống hậu cung.
Thời Nam Bắc triều, Bắc Ngụy thiết [Tam phu nhân] dưới chức Tả Hữu Chiêu nghi và trên chức Tần. Triều Bắc Tề thiết Tam phu nhân gồm: Hoằng Đức (弘德), Chính Đức (正德) và Sùng Đức (崇德), dưới bậc Hoàng hậu và Chiêu nghi, vị ngang với Tam công; sau lại đặt thêm [Thục phi; 淑妃] cùng [Nga Anh; 娥英], vị trí [Tam phu nhân] ở bậc thứ 4 trong hậu cung. Triều Bắc Chu, hệ thống hậu cung phức tạp, có thiết lập [Tam phu nhân] dưới vị trí Hoàng hậu, bao gồm: [Quý phi; 貴妃], [Trưởng Quý phi; 長貴妃] và [Đức phi; 德妃] vị ngang với Tam công. Nam triều Lưu Tống thừa hưởng quy chế nhà Tấn, nhưng đại để đã có sự giản lược, đến thời Lưu Tống Minh Đế thiết Quý phi, Quý tần cùng Quý cơ xưng gọi [Tam phu nhân]. Thời nhà Tùy, định hàng Phu nhân gồm 3 chức: Quý phi, Thục phi và Đức phi, vị Chính nhất phẩm. Từ đó, nhà Đường thiết đặt hậu cung, cách gọi [Phu nhân] là cách khác để ám chỉ hàng Phi.
Sang thời nhà Tống và nhà Minh, tước vị [Phu nhân] là tước hiệu dùng để gia phong cho các ngoại mệnh phụ, như [Quốc phu nhân; 國夫人] và [Quận phu nhân; 郡夫人].

### Các quốc gia đồng văn
Ở Nhật Bản, thời Asuka, Thiên hoàng Tenmu đã thiết lập hậu cung theo giai phẩm như Trung Quốc, trong đó [Phu nhân] có vị trí dưới [Phi], có ba người cùng lúc. Thời Heian, tước [Phu nhân] vẫn còn được sử dụng, trước khi bị Thiên hoàng Junna phế trừ. Từ đó, Nhật Bản không còn sử dụng danh hiệu [Phu nhân] trong hậu cung nữa. Vương quốc Lưu Cầu dựng nên hậu cung có chính thất của Quốc vương là Vương phi, hàng thiếp là [Phu nhân].
Tại Hàn Quốc, thời Cao Câu Ly đã sớm thiết quy chế hậu cung theo kiểu Trung Hoa, trong đó nguyên phối gọi [Chính hậu; 正后], thứ là [Tiểu hậu; 小后], dưới là hàng [Phu nhân] với 3 vị hiệu: [Chính phu nhân; 正夫人], [Trung phu nhân; 中夫人] và [Tiểu phu nhân; 小夫人]. Sang thời nhà Cao Ly, thiết lập 3 cấp [Phu nhân] gồm: [Đại phu nhân; 大夫人], [Phu nhân; 夫人] và [Viện phu nhân; 院夫人]. Thời Cao Ly Quang Tông lập thêm tước [Cung phu nhân; 宮夫人].
Còn tại Việt Nam, [Phu nhân] thời nhà Lý và nhà Trần xuất hiện như một vị hiệu của phi tần, như Ỷ Lan đã từng là Phu nhân. Hoặc sinh mẫu của Lý Anh Tông là Linh Chiếu Thái hậu cũng từng là [Cảm Thánh phu nhân; 感聖夫人], em gái bà là Phụng Thánh phu nhân cũng là phi tần của Lý Thần Tông. Sinh mẫu của Trần Nhân Tông là Nguyên Thánh Thái hậu từng vị [Thiên Cảm phu nhân; 天感夫人], sau đó mới lập Hậu.
Sang thời kỳ nhà Triều Tiên ở Hàn Quốc và nhà Hậu Lê của Việt Nam, hai triều đại này đều mô phỏng quy chế nhà Minh, [Phu nhân] chỉ còn là tước vị của ngoại mệnh phụ.

### Các nhân vật nổi tiếng

#### Trung Quốc
- Hoa Dương phu nhân - Vương hậu của Tần Hiếu Văn vương, đích tổ mẫu của Tần Thủy Hoàng.
- Thích phu nhân - sủng phi của Hán Cao Tổ.
- Bạc phu nhân - phi tần của Hán Cao Tổ, sinh mẫu Hán Văn Đế. Thái hoàng thái hậu đầu tiên trong lịch sử.
- Vệ Tử Phu - Hoàng hậu thứ hai của Hán Vũ Đế. Rất được ông sủng ái, sơ phong Vệ phu nhân.
- Lý phu nhân - sủng phi của Hán Vũ Đế.
- Chân Lạc - chính thất của Tào Ngụy Văn Đế, sinh mẫu Tào Ngụy Minh Đế. Thường gọi là Chân phu nhân, nổi tiếng là mỹ nhân thời đó.
- Trần Tuyên Hoa - công chúa Nam Trần. Sau thành sủng phi của Tùy Văn Đế và Tùy Dạng Đế, phong Tuyên Hoa phu nhân.
- Hoa Nhị phu nhân - sủng phi của Hậu Thục Hậu chủ Mạnh Sưởng, được xưng tụng là Thục trung Tứ đại tài nữ.
- Hàn Quốc Phu nhân Võ Thuận - chị Võ Tắc Thiên. Nhân tình của Đường Cao Tông, có tin đồn là sinh mẫu Phế thái tử Lý Hiền.
- Ngụy Quốc Phu nhân Hạ Lan thị - con gái Võ Thuận, cháu Võ Tắc Thiên. Nhân tình của Đường Cao Tông, rất được sủng ái.

#### Việt Nam
- Ỷ Lan - phi tần của Lý Thánh Tông, sinh mẫu Lý Nhân Tông. Sơ phong Ỷ Lan phu nhân.
- Linh Chiếu Thái hậu - phi tần của Lý Thần Tông, sinh mẫu Lý Anh Tông. Sơ phong Cảm Thánh phu nhân.
- Phụng Thánh phu nhân - phi tần của Lý Thần Tông, em gái Linh Chiếu Thái hậu.
- Thuận Trinh Hoàng hậu - Hoàng hậu của Lý Huệ Tông và là Hoàng hậu cuối cùng của nhà Lý, sinh mẫu Lý Chiêu Hoàng. Từng được phong Thuận Trinh phu nhân.
- Thiên Cảm hoàng hậu - Hoàng hậu của Trần Thánh Tông, sinh mẫu Trần Nhân Tông. Sơ phong Thiên Cảm phu nhân.
- Nguyễn Thị Bích Châu - tương truyền là sủng phi của Trần Duệ Tông, thời nhà Lê truy tặng Chế Thắng phu nhân. Bà được cho là nhân vật truyền thuyết, được tô vẽ qua câu chuyện truyền miệng, từ đó được phong thần, thờ cúng.

## Chuyển ngữ phương Tây
Ở các quốc gia nói tiếng Anh, danh xưng tương đương phu nhân là [Lady] hoặc [Madame]. Thế nhưng danh xưng [Lady] ở tiếng Anh vừa chỉ phụ nữ đã có gia đình, lớn tuổi hoặc các thiếu nữ, chứ không chỉ gói gọn "phụ nữ đã có gia đình" như [Phu nhân], còn [Madame] là một từ tiếng Pháp.
Vào thời kỳ Trung Cổ và trước đó, Lady chỉ dùng cho các quý mệnh phụ thuộc tầng lớp quý tộc. vào thời gian này, các tước vị như Công tước, Bá tước,... đều chưa có các từ nữ hóa, và các phu nhân hoặc nữ chủ nhân tước vị ấy đều chỉ được gọi đơn giản là ["Lady"] cùng tước hiệu hoặc họ. Các vương nữ - con gái của các vị vua chúa Anh trong thời gian này đều chỉ xưng Lady (có thể dịch là "Công nương"), như Lady Mary, Lady Elizabeth,... mà không phải Princess, vì mãi đến khi George I của Anh lên ngôi, ông đã quy định dùng Prince chỉ các vương tử hoặc nam duệ trực hệ 3 đời của một vị quân chủ, và Princess để dùng cho vương nữ, kèm theo đó là danh xưng vương thất thể hiện thân phận của mình là kính ngữ: "Royal Highness".